# Gundeshapur
Gundeshapur (también Gundishapur, Gondeshapur y Gondishapur, en persa: گندی شاپور, Gandhi Shāpur; en sirio: Beth-Lapat) fue una ciudad situada al sur de la actual aldea de Shahadad, en el norte de la actual provincia iraní de Juzestán, a unos 10 km al sudeste de Dezful. Fue una de las más importantes, quizás incluso la segunda ciudad más grande del Imperio sasánida y sede de la Academia de Gundeshapur, un centro cultural y científico de la Persia preislámica.

## Historia
La ciudad fue fundada por el sasánida Sapor I (Shapur I) después de la conquista de la metrópoli romana de Antioquía del Orontes, también denominada Antiochia Shapurs, aunque hay indicios de que no es una fundación completamente nueva, sino el cambio de nombre de una ciudad más antigua. Muchos deportados de Antioquía se establecieron en la ciudad. Se dice que la ciudad sirvió como residencia de invierno a la corte sasánida, especialmente bajo Sapor I. El emperador romano cautivo Valeriano probablemente también murió en Gundeshapur.
Gundeshapur fue escenario de numerosos martirios cristianos y maniqueos. Aquí murieron Mani y el catholicos Simeón Bar Sabas. La ciudad era la sede de una metrópoli; en 484, en el Sínodo de Beth-Lapat, las enseñanzas de Nestorio se establecieron como vinculantes para los cristianos en el Imperio persa.
En el año 529, tras el cierre de la academia de Atenas por el emperador Justiniano, los médicos griegos se dirigieron a Gundeshapur. Aquí también se asentaron los médicos nestorianos expulsados de Edesa por los bizantinos por ser su credo contrario a la ortodoxia cristiana.
La ciudad existió hasta la época islámica, pero perdió toda su importancia. El último obispo data de 1318.

## Arqueología
Las ruinas de la ciudad nunca han sido objeto de grandes excavaciones. En 1963 el lugar fue examinado brevemente durante una inspección, que al menos proporcionó una idea aproximada del antiguo aspecto de la ciudad. Las ruinas se encuentran en un área de aproximadamente 3 × 2 km. Las calles estaban dispuestas en cuadrícula, como un tablero de ajedrez, lo que puede indicar una fundación griega, o tal vez la influencia de los habitantes de la ciudad de Antioquía. Estos hallazgos se corresponden con la descripción de geógrafos persas como Hamza al-Isfahani y Yaqut, que afirmaban que la ciudad estaba atravesada en su longitud y anchura por ocho calles cada una en ángulo recto.